# Wenona (Illinois)
Wenona es una ciudad situada en los condados de Marshall y LaSalle, Illinois, Estados Unidos. Tiene una población estimada, a mediados de 2022, de 969 habitantes.

## Geografía
La localidad está ubicada en las coordenadas 41°2′55″N 89°3′8″O / 41.04861, -89.05222. Según la Oficina del Censo, tiene una superficie de 1.91 km², correspondientes en su totalidad a tierra firme.

## Demografía
Según el censo de 2020, en ese momento había 974 personas residiendo en la localidad. La densidad de población era de 509.95 hab./km². El 89.63% de los habitantes eran blancos, el 2.67% eran afroamericanos, el 0.41% eran amerindios, el 0.72% eran asiáticos, el 1.85% eran de otras razas y el 4.72% eran de una mezcla de razas. Del total de la población, el 5.85% eran hispanos o latinos de cualquier raza.